# Nsimbala drzaka
Nsimbala drzaka är en insektsart som beskrevs av Irena Dworakowska 1974. Nsimbala drzaka ingår i släktet Nsimbala och familjen dvärgstritar. Inga underarter finns listade i Catalogue of Life.